# Kênh Đờn Dang
Kênh Đờn Dang là một con kênh đổ ra Kênh Ông Hiển. Kênh có chiều dài 42 km. Kênh Đờn Dang chảy qua các tỉnh Kiên Giang, An Giang, Cần Thơ.